# Museu Virtual da Lusofonia
O Museu Virtual da Lusofonia (MVL) foi criado em 2017 pelo Centro de Estudos de Comunicação e Sociedade (CECS) da Universidade do Minho. Nasceu como projeto académico e está, desde 2020, representado na plataforma Google Arts & Culture. É, ainda, Unidade Cultural da Universidade do Minho, desde 2021. O seu diretor é Moisés de Lemos Martins.
O Museu Virtual da Lusofonia assenta na hipótese de que possa ser feita uma travessia tecnológica, transnacional e transcultural, com o objetivo de desenvolver o interconhecimento dos países que falam português enquanto espaços híbridos, marcados por um passado colonial. Para além disso, visa a promoção da cooperação científica, cultural e artística entre os seus povos, partindo do pressuposto de que o conceito de cultura é uma ferramenta inestimável que tem sido largamente ignorada nas tentativas de reconfigurar as formas como os governos planeiam o futuro e avaliam o passado. O que se pode vislumbrar na problemática da museologia, em que os museus se afirmam como lugares de memória. Enquanto plataforma virtual, o MVL aproveita o lastro que a digitalização permite para o desenvolvimento de um olhar centrado na promoção da interculturalidade. Constitui, portanto, um centro de interesse para gerar um ponto de encontro intercultural no seio de uma lógica digital. O Museu Virtual da Lusofonia pretende pensar e expor o conceito de lusofonia como figura complexa, sem centro e com sentidos múltiplos, que se interpelam, uma comunidade multi, inter e transcultural. Procura interrogar o conceito de lusofonia na interseção de olhares, não se limitando a reunir uma equipa multidisciplinar de cientistas sociais, mas envolvendo elementos dos setores cultural e artístico e da sociedade civil na reflexão e na discussão crítica sobre as relações interculturais nos países de língua portuguesa.
Para Augusto Santos Silva, ministro português dos Negócios Estrangeiros, que esteve presente na sessão de lançamento do Museu Virtual da Lusofonia na plataforma do Google Arts & Culture, “instrumentos como este são muito importantes quer como produto dinâmico, quer como processo, pelo que significam de cooperação universitária, académica, mas também envolvendo empresas digitais, empresas na área da cultura, participantes individuais ou coletivos oriundos da sociedade civil, e sobretudo como problematização da língua portuguesa”. E como assinalou Moisés de Lemos Martins ao jornalista Luís Caetano, a 8 de fevereiro de 2019, no programa da Antena 2 da RDP “No Interior da Cultura”, o Museu Virtual da Lusofonia propõe-se divulgar materiais artísticos e culturais dos países de língua portuguesa, das suas diásporas, e de regiões como a Galiza, Goa e Macau. Tendo como objetivo concorrer para "o conhecimento do outro”, serve “a reconciliação entre as nações e a tolerância”. Exprimindo, por outro lado, a diversidade das culturas deste espaço e dando forma à memória coletiva destas comunidades e à sua identidade plural, o Museu Virtual da Lusofonia tem também em vista desenvolver dinâmicas de interação e de cooperação, cultural, artística, cívica e científica.
A ideia do desenvolvimento de dinâmicas de cooperação no espaço das comunidades que falam a língua portuguesa também é confirmada pelo professor universitário e investigador Carlos Alberto Carvalho, na entrevista que fez a Moisés de Lemos Martins, em 2019, publicada na MATRIZes, revista do Programa de Pós-graduação em Ciências da Comunicação da Universidade de São Paulo. Considera este académico brasileiro que é salutar "uma estratégia concertada de cooperação científica entre os países lusófonos, inspirada numa visão crítica e pós-colonial da lusofonia, que respeite as diferenças e a autonomia de todos os países e promova a intercompreensão entre os povos e as nações do espaço que tem a língua portuguesa como património simbólico comum, concorrendo, deste modo, para fazer do português uma língua de ciência".
Ao programa Palavra aos Diretores da RTP Play, episódio número 12 que ocorreu no dia 23 de setembro de 2020, depois da instalação do Museu Virtual de Lusofonia no Google Arts & Culture, foi sublinhado por Moisés de Lemos Martins que o Museu Virtual da Lusofonia é "um instrumento de mediação dos cidadãos de língua portuguesa", que privilegia a "troca da diversidade cultural e a troca da diversidade artística".

## Ligações Externas
- Museu Virtual da Lusofonia (site).
- Museu Virtual da Lusofonia no Google Arts & Culture .